# Dampierre-en-Graçay
Dampierre-en-Graçay é uma comuna francesa na região administrativa do Centro, no departamento Cher. Estende-se por uma área de 9,34 km². Em 2010 a comuna tinha 256 habitantes (densidade: 27,4 hab./km²).